# Mamma Roma
Mamma Roma es una película italiana dramática de 1962 escrita y dirigida por Pier Paolo Pasolini, y con Anna Magnani como actriz principal.

## Sinopsis
«Mamma Roma» (Anna Magnani) es una prostituta romana que sueña con un bienestar pequeño-burgués. Tras la boda de su proxeneta y protector, Carmine (Franco Citti), Mamma Roma abandona el edificio donde suele trabajar y con sus ahorros se instala en un barrio "decente", junto a su hijo Ettore (Ettore Garofolo). Mientras ella regenta un puesto de frutas en el mercadillo popular, Ettore, un muchacho de carácter débil e influenciable, se deja arrastrar por los amigos y se enamora de Bruna (Silvana Corsini), una prostituta que lo inicia en los secretos del amor. Carmine vuelve a buscar a la madre, pese a que ella no quería volver a verlo, y la obliga a volver a prostituirse bajo amenaza de contarle a su hijo sobre su pasado. Finalmente Ettore se entera de todas formas y comienza a delinquir, lo cual desencadena una serie de hechos trágicos.

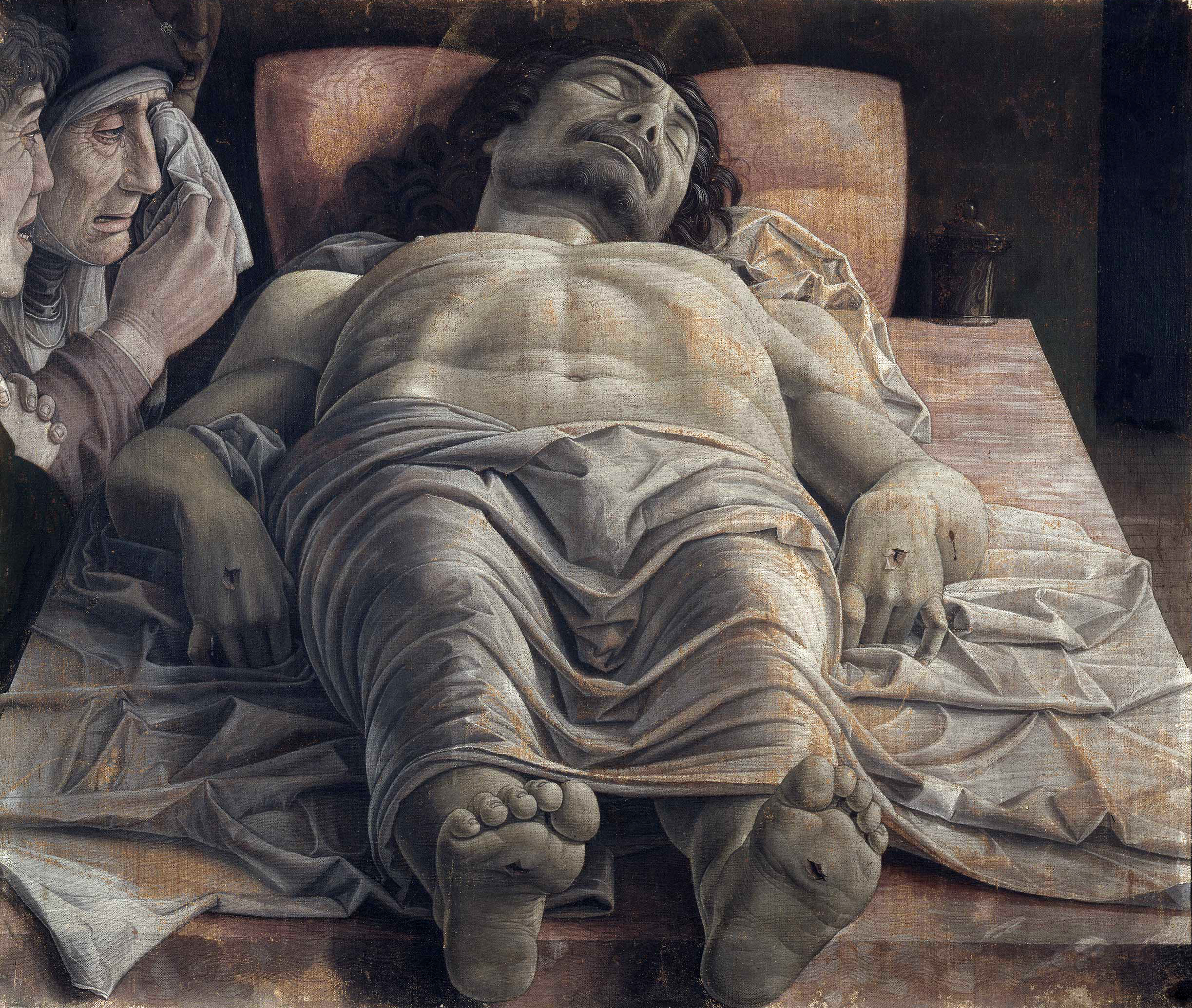
Cristo Muerto, de Andrea Mantegna, imagen recreada en la película.